# Algarolutra majori
Algarolutra majori è un mammifero carnivoro estinto, appartenente ai mustelidi. Visse nel Pleistocene superiore (circa 20.000 anni fa) e i suoi resti fossili sono stati ritrovati in Italia (Sardegna) e in Francia (Corsica).

## Classificazione
Questo animale è noto solo grazie a ritrovamenti di denti, molto simili a quelli di una lontra attuale. Inizialmente i denti vennero ascritti al genere Cyrnaonyx, una lontra pleistocenica dell'Europa continentale, e fu solo in seguito a uno studio del 1986 che vennero riscontrate differenze tra la dentatura della forma sarda e quella della forma continentale. Si propose quindi di istituire un nuovo genere, Algarolutra. 
I fossili di questa forma sono stati ritrovati nella Caverna Dragonara in Sardegna e nella Grotta del Margine in Corsica; vi sono piccole differenze tra i denti delle due forme insulari, ma sono stati considerati variazioni intraspecifiche. Ad esempio, i denti sono leggermente più grandi nella forma corsa, mentre il protocono e il protoconide del primo molare della forma sarda sono leggermente più lunghi.